# هندسة الكفاءة
هندسة الكفاءة تعد الإطار أو النموذج الذي يُستخدم في البيئة التعليمية لتحديد المهارات المحددة أو "الكفاءات". تعد الهندسة الكفاءة جزءا أساسيا من التعلم القائم على الكفاءة.

## نماذج الكفاءة
يعتمد العديد من المهنيين في مجال الموارد البشرية نموذج الكفاءة التنافسي لتعزيز كل جانب من جوانب إدارة المواهب - من التوظيف وإدارة الأداء إلى التدريب والتطوير وتخطيط التعاقب وغيرها. يعد نموذج الكفاءة وصفا واسعا ومبنيا بناء على السلوك يستخدمه الموظفون المحتملون والحاليون ومديروهم لقياس وإدارة الأداء ووضع خطط التطوير. غالبا ما يكون هناك ملف توضيحي مصاحب يمثل الكفاءات أيضا (انظر قالب ملف التوصيف الوظيفي).
إن إنشاء إطار الكفاءة ضروري لنجاح الموظف والنظام على حد سواء. لا يمكن للمنظمة أن تنتج وتطور أداء متفوقا دون تحديد ما هو الأداء المتفوق. في الأسلوب التقليدي تقوم المنظمات بتطوير أسئلة المقابلة السلوكية وتجري مقابلات مع أفضل وأسوأ العاملين وتستعرض بيانات المقابلة (تتبع وترميز تكرار الكلمات الرئيسية والوصف واختيار المهارات والكفاءات التي أظهرت أفضل أداء وذكرتها).
واحدة من أكثر الأخطاء شيوعا التي تقع فيها المنظمات عند إنشاء نموذج الكفاءة هو التركيز الزائد على وصف الوظيفة بدلا من سلوك الموظف. يقول الخبراء إن الخطوات المطلوبة لإنشاء نموذج الكفاءة تشمل:
1. جمع معلومات حول أدوار الوظيفة.
2. مقابلة خبراء الموضوع لاكتشاف الكفاءات الحرجة الحالية وكيف يتصورون تغير أدوارهم في المستقبل.
3. تحديد سلوكيات العاملين ذوي الأداء العالي.
4. إنشاء ومراجعة (أو فحص) وتقديم نموذج الكفاءة.

بمجرد إنشاء نموذج الكفاءة تنطوي الخطوة النهائية على التواصل بشأن كيفية تخطط المنظمة لاستخدام نموذج الكفاءة لدعم المبادرات مثل التوظيف وإدارة الأداء وتطوير الحياة المهنية وتخطيط التعاقب وكذلك عمليات الأعمال الموارد البشرية الأخرى.
المشكلة في الأسلوب التقليدي هي الوقت الذي يستغرقه البناء.

### الأسلوب المرن لبناء نموذج الكفاءة
نظرا لتغير المهارات بسرعة فإنه بحلول اكتمال الأسلوب التقليدي قد يكون نموذج الكفاءة قد انتهت صلاحيته بالفعل.
لهذا السبب يمكن استخدام أسلوب مرن يهدف إلى نمذجة العاملين ذوي الأداء العالي في دور محدد. يتضمن هذا الأسلوب الخطوات التالية:
1. اختيار 4-6 من حاملي الوظائف ذوي الأداء العالي الذين ترغب في نمذجة سلوكهم للمشاركة في ورشة العمل.
2. إجراء ورشة عمل لتحليل الوظيفة السريعة ليوم واحد لالتقاط فئات الأشياء التي يقومون بها وما يقومون به وكيف يقومون بها بما في ذلك ما يفصل الأداء الجيد عن الأداء الرائع.
3. صياغة تفاصيل نموذج الكفاءة بناء على ورشة العمل وتقديمها لمشاركي الورشة لمراجعتها وتحريرها.
4. توحيد الملاحظات المتعلقة بالمسودة وإجراء ورشة عمل مباشرة مع المشاركين للتوصل إلى اتفاق حول التغييرات.
5. تحديد مستوى الاجتهاد المستهدف لكل مهمة في النموذج بناء على السلوك النهائي.
6. اختياريا التأكد من صحة النموذج المكتمل مع مجموعة أكبر من حاملي الوظائف ذوي الأداء العالي.
7. البدء في جعل نموذج الكفاءة قابلا للتنفيذ والتخطيط لمراجعة رسمية مع حاملي الوظائف ذوي الأداء العالي الآخرين على الأقل سنويا لضمان التحديث.

يستغرق هذا الأسلوب عادة 3 أسابيع.

### نموذج أرزيش للكفاءة
تقدم هذه الطريقة خطوات مختلفة لتنفيذ النموذج على النحو التالي:
1. تحديد الكفاءات.
2. تصنيف الكفاءات.
3. إنشاء قاعدة بيانات.
4. إنشاء النموذج.

بناء على هذا النموذج يجب أن يتبع نموذج الاختيار أهدافا مثل تقدير وتعليم المديرين المستقبليين.
الهدف من هذا النموذج هو تعزيز وتنمية ثقافة النجاح في المؤسسات. يحاول نموذج القيم تحديد وتطوير قدرات قواتها عبر عدة مراحل:
1. تحديد قدرات الموارد البشرية في المؤسسة.
2. تحديد كفاءات الوظائف.
3. تصنيف الموارد البشرية.
4. الاستحقاقية: استخدام الأشخاص في المناصب الملائمة لكفاءاتهم.

### إطار تطوير كفاءة مدير المشروع
إطار تطوير كفاءة مدير المشروع الذي تم دراسته منذ عام 1997 هو أول معيار لمعهد إدارة المشروع يتناول مسألة "تحسين أداء فريق المشروع". يعتبر هذا القياس خطوة مهمة في مواصلة مهمة هذه الجمعية لتعريف مجموعة المعرفة التي تدعم مهنة إدارة المشاريع وتوفير المعايير لتطبيقها. يهدف إطار تطوير كفاءة مدير المشروع لمساعدة مديري المشاريع والمهتمين بإدارة المشاريع على إدارة تطوير مهنتهم.

### إطار كفاءة مدير المشروع
قسم المعهد الدولي لإدارة المشاريع كفاءات إدارة المشروع إلى ثلاث فئات: الفنية والسلوكية والبيئية التنظيمية. ووفقا لهذا المعيار نحتاج إلى 46 عنصرا لوصف كفاءة مدير المشروع (المتخصص المحترف الذي يخطط ويتحكم في المشروع).

### المعايير الوطنية للكفاءة في إدارة المشاريع
تأسس المعهد الأسترالي لإدارة المشاريع في عام 1976 كمنتدى لمديري المشاريع وقد ساهم في تطور مهنة إدارة المشاريع في أستراليا. وضع المعهد الأسترالي لإدارة المشاريع معاييره ووثقها كمعايير الكفاءة الوطنية الأسترالية لإدارة المشاريع.

### نموذج اختيار مدير مؤهل في مشاريع البناء
تم تصميم هذا النموذج استنادا إلى الظروف الخاصة لمشاريع البناء. في هذا النموذج يتم تقسيم أولا خصائص المدير المؤهل بناء على الدراسات التي أجريت على مختلف المعايير والنماذج في العالم وبعد الدراسات حول الكفاءة في المواقف العلمية والتقليدية إلى عدة فئات. وأخيرا بعد تحديد المعايير القابلة للقياس والمعايير الفرعية يتم تزنيها بمساعدة عملية تحليل الشبكة في شركتين مختلفتين وأخيرا يتم تصنيفها بين العوامل المحددة وبناء على المتوسط المرجح لكل من المعايير الفرعية يتم أداء نمذجة لاختيار مدير مؤهل من بين عدة مديرين متطوعين. يوضح الشكل التالي المعايير الفرعية المطلوبة لاختيار المدير المؤهل.

### النموذج الوطني الجنوب أفريقي للكفاءة
في 16 أكتوبر 2012 أنشأت منظمة كبيرة للموارد البشرية تدعى النموذج الوطني الجنوب أفريقي للكفاءة نموذجا وطنيا للكفاءة في جنوب أفريقيا. ليست النموذج الوطني الجنوب أفريقي للكفاءة مجرد منظمة مهنية في مجال أبحاث الموارد البشرية ولكنها نشطة أيضا في مجال اللوجستيات التدريبية. قد وضعت هذه الشركة برامج تدريبية في مجال الإدارة وعلم النفس الصناعي. ولذلك في تطوير هذا النموذج تم استخدام آراء علماء النفس الصناعي. قاد الفريق البحثي الدكتور ليديا سيليتشيميث. ووفقا لدراساتها المبكرة فإن إنشاء نموذج الكفاءة للنموذج الوطني الجنوب أفريقي للكفاءة مهم لأنه يصف المتطلبات لأي محترف في مجموعة متنوعة من السياقات المهنية.

## فوائد نماذج الكفاءة
يمكن لنماذج الكفاءة مساعدة المؤسسات في مواءمة مبادراتها مع استراتيجيتها العامة للأعمال. من خلال مواءمة الكفاءات مع استراتيجيات الأعمال يمكن للمؤسسات توظيف واختيار الموظفين بشكل أفضل لمنظماتهم. أصبحت الكفاءات وسيلة دقيقة لمساعدة أصحاب العمل في التفريق بين الأداء المتفوق والأداء المتوسط أو الأدنى. يحدث ذلك لأن الكفاءات تتجاوز قياس الخصائص الأساسية والمهارات المستخدمة لتعريف وتقييم أداء العمل. بالإضافة إلى التوظيف والاختيار سيساعد النموذج الكفاءة الجيد على إدارة الأداء وتخطيط الخلافة وتطوير المسار المهني.
مسارات الحياة المهنية: تطوير الخطوات الأساسية اللازمة للترقية ونمو الحياة المهنية على المدى الطويل
- يوضح المهارات والمعرفة والسمات المطلوبة للوظيفة أو الدور المعني وللوظائف التالية.
- يحدد مستويات الكفاءة اللازمة للوظائف التالية.
- يتيح تحديد معايير واضحة وصحيحة وقابلة للدفاع القانوني والمتحققة لموظفين للتقدم نحو الأعلى.
- يزيل التخمين من مناقشات تقدم الحياة المهنية.

تحديد نقاط الضعف في المهارات: معرفة ما إذا كان الموظفون قادرين على أداء دورهم في تحقيق استراتيجية الشركة
- يمكن للأشخاص إجراء تقييمات الكفاءة لتحديد نقاط الضعف في المستوى الفردي والتجميعي.
- عند تضمين التقييم الذاتي يحفز ذلك الدافع الداخلي للأفراد لسد الفجوات الخاصة بهم.
- يحدد فرص إعادة التأهيل وتطوير المهارات للأفراد أو النظر في وظائف أخرى.
- يضمن أن تتمكن المؤسسات من التصرف بسرعة ودعم موظفيها والبقاء تنافسية.

إدارة الأداء: يوفر قياسا منتظما للسلوك المستهدف ونتائج الأداء المرتبطة بصفات الكفاءة الوظيفية الحاسمة.
- يوفر فهما مشتركا لما سيتم مراقبته وقياسه ومكافأته.
- يركز ويسهل مناقشة تقييم الأداء بشكل مناسب حول الأداء والتطوير.
- يوفر تركيزا للحصول على معلومات حول سلوك الشخص في العمل.
- يسهل تحقيق الأهداف الفعالة حول الجهود التنموية المطلوبة ونتائج الأداء المرتبطة.

الاختيار: استخدام المقابلات السلوكية والاختبارات حيثما يناسب لفحص مرشحي الوظيفة بناء على ما إذا كانوا يمتلكون صفات الكفاءة الوظيفية الأساسية اللازمة:
- يوفر صورة كاملة لمتطلبات الوظيفة.
- يزيد من احتمالية اختيار ومقابلة الأفراد الذين من المرجح أن ينجحوا في الوظيفة.
- يقلل من الاستثمار (سواء من الوقت أو المال) في الأشخاص الذين قد لا يلبون توقعات الشركة.
- يمكن الاعتماد عليه في عملية المقابلة والاختيار بشكل أكثر نظامية وصحة.
- يساعد على التمييز بين الكفاءات التي يمكن تدريبها بعد التوظيف وتلك التي يصعب تطويرها.

تخطيط التعاقب: التحضير الدقيق والمنهجي المركز على الحفاظ على تطور حقائب الكفاءة الحاسمة لبقاء المؤسسة وازدهارها
- يوفر وسيلة لتقييم استعداد المرشحين للدور.
- يركز خطط التدريب والتطوير على معالجة الكفاءات المفقودة أو الفجوات في مستويات كفاءة الكفاءة.
- يسمح للمؤسسة بقياس "قوة الاحتياطي" - عدد الأداء المرتفعة الإمكانات وما يحتاجون إلى اكتسابه للترقية إلى المستوى التالي.
- يوفر إطارا لنقل المعرفة والمهارات والخبرة الحاسمة قبل التخلي عن المنصب ولإعداد المرشحين لهذا النقل من خلال التدريب والتوجيه والتوجيه الفردي.
- يساعد في تطوير المناهج الدراسية لبرامج تطوير القيادة وهو عنصر ضروري لتخطيط الخلافة الإدارية.

التدريب والتطوير: وضع خطط تعلم فردية للموظفين الفرديين أو المجموعات العاملة بناء على "الفجوات" القابلة للقياس بين الكفاءات الوظيفية المطلوبة لوظائفهم وحقائب الكفاءة التي يتمتع بها المترشح الحالي.
- يركز خطط التدريب والتطوير على معالجة الكفاءات المفقودة أو رفع مستوى الكفاءة.
- يمكن الأشخاص من التركيز على المهارات والمعرفة والسمات التي لها أكبر تأثير على فعالية العمل.
- يضمن أن فرص التدريب والتطوير متوافقة مع احتياجات التنظيم.
- يستغل بشكل فعال الوقت والموارد المخصصة للتدريب والتطوير.
- يوفر إطارا للتوجيه وتقديم الملاحظات المستمرة سواء كانت تطويرية أو تعويضية.

### سلبيات نماذج الكفاءة
أكثر النقاط السلبية التي يشير إليها خبراء نماذج الكفاءة بشأن إنشاء نموذج كفاءة هي الوقت والتكلفة. وهذا هو أيضا سبب محتمل لعدم توفر بعض المؤسسات لنموذج كفاءة أو عدم وجود نموذج كفاءة شامل تماما. يتطلب بناء نموذج الكفاءة دراسة متأنية للوظيفة والمجموعة والمؤسسة أو الصناعة. غالبا ما تنطوي العملية على بحث الأداء والنجاح وإجراء مقابلات مع الحائزين على أداء عال وإجراء مجموعات تركيز واستطلاعات.
عندما سئل المشاركون في بث ويب حديث نظمته جمعية إدارة الموارد البشرية أشار 67 في المائة من المشاركين في البث إلى أن الوصف الوظيفي المكتوب بعجالة قد يكون السبب الجذري لانقصاد الكفاءات. تعريف وتجميع الكفاءات عملية طويلة قد تتطلب في بعض الأحيان مزيدا من الجهد والوقت مما يرغب معظم المؤسسات في تخصيصه. بدلا من إنشاء نموذج كفاءة بأنفسهم تلجأ المؤسسات إلى مساعدة أخصائيين/مستشارين لتقييم مؤسستهم وإنشاء نموذج كفاءة فريد يتناسب مع مؤسستهم. هناك العديد من الطرق التي يمكن للمؤسسات أن تستعين بها بشركات خارجية لتلك الوظائف.
المؤسسات التي ليس لديها الوقت أو الموارد لبناء وتطوير الكفاءات يمكنها شراء مكتبات الكفاءة الشاملة عبر الإنترنت. تنطبق هذه الكفاءات العالمية على جميع المؤسسات عبر الوظائف. يمكن للمؤسسات بعد ذلك أن تأخذ هذه الكفاءات وتبدأ في بناء نموذج كفاءة.
بالنسبة للمؤسسات التي تجد أنها ترغب في أن يساعد أخصائي في إنشاء نموذج كفاءة يمكن أيضا تفويض العملية بأكملها لشركة خارجية. من خلال الاستعانة بخدمات شركة خارجية يمكن لأخصائي/مستشار أن يعمل مع شركتك لتحديد الأسباب الجذرية لتحديات القوى العاملة لديك. من خلال تحديد هذيا التحديات يمكن إنشاء خطط عمل مخصصة لتلبية الاحتياجات المحددة. عادة ما تكون هذه الحلول فريدة لثقافة وتحديات كل منظمة.